# Canton d'Évry-Nord
Le canton d’Évry-Nord est une ancienne division administrative et circonscription électorale française située dans le département de l’Essonne et la région Île-de-France.

## Géographie

### Situation
| Type d’occupation           | Pourcentage | Superficie (en hectares) |
| --------------------------- | ----------- | ------------------------ |
| Espace urbain construit     | 62,1 %      | 815,08                   |
| Espace urbain non construit | 26,5 %      | 347,07                   |
| Espace rural                | 11,4 %      | 149,40                   |
| Source : Iaurif             |             |                          |

Le canton d’Évry-Nord était organisé autour de la commune d’Évry dans l’arrondissement d'Évry. Son altitude variait entre trente-deux mètres à Évry et quatre-vingt-seize mètres à Courcouronnes, pour une altitude moyenne de soixante-sept mètres. Il occupait la totalité du territoire de Courcouronnes et la partie nord du territoire d’Évry comprise au nord de l’axe tracé par le boulevard des Champs-Élysées, le boulevard de l’Europe, le boulevard de France, la route départementale 91, la route nationale 7, l’avenue de la Préfecture, le boulevard du Maréchal Leclerc, l’avenue du Maréchal Juin et l’avenue du Général Patton.

### Composition
Le canton de Évry-Nord comptait deux communes :
| Communes      | Population (2012) | Code postal | Code Insee  |
| ------------- | ----------------- | ----------- | ----------- |
| Courcouronnes | 13 812 hab.       | 91080       | 91 2 39 182 |
| Évry          | 52 135 hab.       | 91000       | 91 2 97 228 |

### Démographie
| 1968 | 1975 | 1982 | 1990   | 1999   | 2006   | 2010   |
| ---- | ---- | ---- | ------ | ------ | ------ | ------ |
| -    | -    | -    | 36 027 | 38 672 | 40 695 | 40 261 |

### Pyramide des âges
| Hommes | Classe d’âge | Femmes |
| ------ | ------------ | ------ |
| 0,0    | 90 ans ou +  | 0,2    |
| 2,1    | 75 à 89 ans  | 2,1    |
| 8,7    | 60 à 74 ans  | 8,6    |
| 19,7   | 45 à 59 ans  | 19,3   |
| 22,3   | 30 à 44 ans  | 21,9   |
| 22,4   | 15 à 29 ans  | 24,4   |
| 24,8   | 0 à 14 ans   | 23,6   |

| Hommes | Classe d’âge | Femmes |
| ------ | ------------ | ------ |
| 0,3    | 90 ans ou +  | 0,8    |
| 4,4    | 75 à 89 ans  | 6,7    |
| 11,3   | 60 à 74 ans  | 11,9   |
| 19,9   | 45 à 59 ans  | 20,0   |
| 21,9   | 30 à 44 ans  | 21,4   |
| 20,6   | 15 à 29 ans  | 19,2   |
| 21,7   | 0 à 14 ans   | 20,0   |

## Historique
Le canton d’Évry fut créé par le décret ministériel no 67-589 du 22 juillet 1967, il regroupait à l’époque les communes d’Évry, Courcouronnes, Lisses, Soisy-sur-Seine et Étiolles. Un nouveau décret ministériel du 24 janvier 1985 démembrait ce canton pour créer le canton d’Évry-Nord avec la moitié nord du territoire communal et celui de la voisine Courcouronnes.

## Représentation

### Conseillers généraux du canton d’Évry-Nord
| Période | Période | Identité          | Étiquette | Qualité |
| ------- | ------- | ----------------- | --------- | --- |
| 1985    | 1988    | Roland Olivier    | RPR       | |
| 1988    | 2001    | François Bousquet | PS        | Adjoint au maire d’Évry |
| 2001    | 2014    | Michel Berson,    | PS        | Cadre de banque Député de l'Essonne (1981 → 1997) Maire de Crosne (1977 → 1998) Conseiller général de Yerres (2001 → 2008) Président du conseil général de l'Essonne (1997 → 2011) Démissionnaire |
| 2014    | 2015    | Fatoumata Koïta   | PS        | Conseillère municipale d'Évry Conseillère départementale d'Évry (2015 → ) |

### Résultats électoraux
Élections cantonales, résultats des deuxièmes tours :
- Élections cantonales de 1994 : 52,72 % pour François Bousquet (PS), 47,28 % pour Marie Baca (RPR), 50,44 % de participation[11].
- Élections cantonales de 2001 : 58,96 % pour Michel Berson (PS), 41,04 % pour Jean de Boishue (RPR), 46,76 % de participation[12].
- Élections cantonales de 2008 : 58,84 % pour Michel Berson (PS), 41,16 % pour Stéphane Beaudet (UMP), 42,26 % de participation[13].

## Économie

### Emplois, revenus et niveau de vie
| Répartition des emplois par catégories socioprofessionnelles en 2006. |              |                                           |                                                   |                            |                          |                           |
|                                                                       | Agriculteurs | Artisans, commerçants, chefs d’entreprise | Cadres et professions intellectuelles supérieures | Professions intermédiaires | Employés                 | Ouvriers                  |
| Canton d’Évry-Nord                                                    | 0,0 %        | 2,2 %                                     | 23,7 %                                            | 29,9 %                     | 32,2 %                   | 12,1 %                    |
| Département de l’Essonne                                              | 0,2 %        | 4,5 %                                     | 22,1 %                                            | 27,7 %                     | 27,6 %                   | 17,9 %                    |
| Moyenne nationale                                                     | 2,2 %        | 6,0 %                                     | 15,4 %                                            | 24,6 %                     | 28,7 %                   | 23,2 %                    |
| Répartition des emplois par secteurs d’activités en 2006.             |              |                                           |                                                   |                            |                          |                           |
|                                                                       | Agriculture  | Industrie                                 | Construction                                      | Commerce                   | Services aux entreprises | Services aux particuliers |
| Canton d’Évry-Nord                                                    | 0,4 %        | 9,3 %                                     | 1,6 %                                             | 10,6 %                     | 24,5 %                   | 5,1 %                     |
| Département de l’Essonne                                              | 0,8 %        | 11,5 %                                    | 6,1 %                                             | 15,4 %                     | 18,8 %                   | 6,4 %                     |
| Moyenne nationale                                                     | 3,5 %        | 15,2 %                                    | 6,4 %                                             | 13,3 %                     | 13,3 %                   | 7,6 %                     |
| Sources : Insee,                                                      |              |                                           |                                                   |                            |                          |                           |